# The Sheriff's Choice
The Sheriff's Choice è un cortometraggio muto del 1914 diretto da Arthur Mackley che ne è anche uno degli interpreti insieme a sua moglie Julia Mackley e a Jack Conway.

## Trama
Lo sceriffo è disperato perché suo figlio vive una vita sregolata, giocando d'azzardo e ubriacandosi. Il padre cerca in tutti i modi di rimetterlo sulla retta via, ma senza successo. Quando il figlio aggredisce un barista, ruba un cavallo e se ne va via, anche il padre decide di lasciare la città, non potendo più sopportare i suoi rapporti con gli amici. Trasferitosi in un altro paese, ne diventa sceriffo. Un giorno, si mette sulle tracce di un fuorilegge responsabile dell'omicidio di un allevatore. Quando lo cattura, scopre che si tratta di suo figlio. Dibattuto tra il dovere e l'amore, lo sceriffo decide di lasciare che a scegliere sia il destino. Sapendo che nelle vicinanze si trova una scarpata molto pericolosa dove passa un sentiero che porta alle colline e alla sicurezza, lo lascia libero dicendogli che gli darà cinque minuti di vantaggio. Seguendolo, scopre il corpo del figlio, ucciso nella caduta. Il suo dolore è attutito dal rendersi conto che adesso il figlio è al di là del bene e del male, al sicuro da sé stesso per sempre.

## Produzione
Il film fu prodotto dalla Reliance Film Company.

## Distribuzione
Distribuito dalla Mutual, il film uscì nelle sale cinematografiche degli Stati Uniti il 9 settembre 1914.